# Association sportive des FAR (basket-ball)
Pour les articles homonymes, voir Association sportive des FAR.
Maillots
La section basket-ball est l'une des nombreuses sections du club omnisports marocain Association sportive des Forces armées royales.

## Histoire
La section basket-ball des FAR  a été créée en 1959 soit un an après la création des FAR qui fut tout d'abord un club de football.
Lors de la saison 2007-2008, le club n'a pas pu se qualifier aux play-off de Nationale 2 pour pouvoir espérer passer en Nationale 1. L'équipe a également été éliminée en huitième de finale de coupe du trône.
Lors de la saison suivante, le club est éliminé en huitième de finale de la coupe du trône mais s'est qualifié aux play-off de Nationale 2. L'équipe s'est classée 4e de ces play-off, ce qui est équivalent à disputer un match barrage face au 7e du Nationale 1. Finalement, l'AS FAR n'a pas pu monter en Nationale 1 lors de cette année.

## Palmarès
Hommes: ligue des clubs champions africain de basket-ball:3ème en 2015
- Championnat du Maroc (3)
  - Champion : 1964, 1969, 1986

- Coupe du trône (2)
  - Vainqueur : 1987, 2019
  - Finaliste : 1968, 1969, 1977, 1978, 1983, 1988

Dames:
- Championnat du Maroc (6)
- Coupe du trône (11)

## Club Omnisports
- Association sportive des FAR (omnisports)
- Association sportive des FAR (football)
- Association sportive des FAR (basket-ball féminin)
- Association sportive des FAR (handball)
- Association sportive des FAR (volley-ball)